# Rabsztyn (wieś)
Rabsztyn – wieś w Polsce położona w województwie małopolskim, w powiecie olkuskim, w gminie Olkusz, przy drodze wojewódzkiej nr 783.
Do 1954 siedziba gminy Rabsztyn. W latach 1975–1998 miejscowość administracyjnie należała do województwa katowickiego.

## Historia
W 1827 roku miejscowość liczyła 5 domów i 45 mieszkańców.
Właścicielem zamku był Spytko II, który w wieku 18 lat został wojewodą krakowskim, następnie otrzymał od Władysława Jagiełły tytuł zarządcy Podola (zginął 12 lub 16 sierpnia 1399 roku nad Worsklą, walcząc z Tatarami). Jego synowie Jan i Spytek byli politycznymi przeciwnikami Zbigniewa Oleśnickiego. Spytek, kasztelan Biecki oprócz Rabsztyna był właścicielem m.in. zamku w Melsztynie. Poległ w bitwie z wojskami króla Władysława Warneńczyka pod Grotnikami w 1439 roku.
W latach 1587–1588 podczas kampanii antyhabsburskiej dowódcą załogi zamku w Rabsztynie był rotmistrz Hawryło Hołubek.
Ruiny zamku w Rabsztynie pojawiły się w filmie reż. Giacomo Battiato – Karol. Człowiek, który został papieżem. Na zamku odbywa się wiele imprez. Można tu obejrzeć turnieje rycerskie, które odbywają się co rok. Zamek jest obecnie remontowany, odbudowywana jest wieża strażnicza i brama główna.

## Zabytki
Obiekt wpisany do rejestru zabytków nieruchomych województwa małopolskiego.
- Ruiny zamku, wzgórze.